# 原憲一 (アニメーター)
原 憲一（はら けんいち）は、日本のアニメーター。ぎゃろっぷ所属。ダイゾウプロダクション出身。

## 人物
テレビ東京版「遊☆戯☆王」シリーズで長らく活躍しており、TVシリーズ全作で作画監督を参加している唯一のアニメーターである（ただし、「遊☆戯☆王デュエルモンスターズGX」で直接担当したのは全てのOPとEDのみである）。
近年は「遊☆戯☆王」シリーズの仕事がメインとなっており、「遊☆戯☆王ARC-V」ではシリーズ史上初の総作画監督に就任した。

## 主な参加作品

### テレビアニメ
1988年
- 美味しんぼ（原画）
- おそ松くん（原画）
- 笑ゥせぇるすまん（原画）

1989年
- 悪魔くん（原画）

1990年
- 八百八町表裏 化粧師（原画）

1992年
- キテレツ大百科（原画）
- 少年アシベ2（原画）

1994年
- 七つの海のティコ（原画）

1995年
- 魔法陣グルグル（作画監督、原画）
- ナースエンジェルりりかSOS（作画監督、原画、第1期OP原画、第2期ED原画）
- モジャ公（作画監督）

1996年
- こちら葛飾区亀有公園前派出所（作画監督、原画）
- こどものおもちゃ（作画監督、原画）

1997年
- スーパーフィッシング グランダー武蔵（作画監督、原画）

1998年
- 頭文字D（原画）
- おじゃる丸（作画監督、原画）

2000年
- トランスフォーマー カーロボット（レイアウト、原画）
- 遊☆戯☆王デュエルモンスターズ（ドーマ編オリジナルキャラクターデザイン、作画監督、レイアウト、原画）

2004年
- 遊☆戯☆王デュエルモンスターズGX（キャラクターデザイン、メインモンスターデザイン、アニメオリジナルカード絵作画、第1期OP・ED作画監督・原画、第2期・第3期・第4期OP・ED作画監督）

2005年
- アイシールド21（原画）

2006年
- 遊☆戯☆王デュエルモンスターズALEX（作画監督）※日本未公開

2008年
- 遊☆戯☆王5D's（キャラクターデザイン、ゲストキャラクターデザイン、作画監督、原画、アニメオリジナルカード原画、第4期OP・EDキャラクター作画監督、第1期・第2期OP原画、アバンタイトル原画）

2011年
- 遊☆戯☆王ZEXAL（ゲストキャラクターデザイン、作画監督、原画、第1期・第2期・第3期OP原画）

2012年
- 遊☆戯☆王ZEXAL II（作画監督、原画、アニメオリジナルカード原画）

2014年
- 遊☆戯☆王ARC-V（総作画監督、作画監督、原画、第1期OP作画監督・原画、第2期OP原画、第3期ED総作画監督、第4期ED作画監督・原画、第6期ED作画）

2017年
- 遊☆戯☆王VRAINS（キャラクターデザイン、総作画監督、原画、第1期OP総作画監督、第3期OP作画監督・原画、第3期ED総作画監督）

2020年
- デジモンアドベンチャー:（作画監督、原画）

2021年
- トロピカル〜ジュ!プリキュア（作画監督、原画）
- デジモンゴーストゲーム（作画監督、原画）

2023年
- ふしぎ駄菓子屋 銭天堂（2023年 - 、キャラクターデザイン）

### 劇場アニメ
1985年
- うる星やつら3 リメンバー・マイ・ラブ（動画）

2010年
- 10thアニバーサリー 劇場版 遊☆戯☆王 〜超融合!時空を越えた絆〜（作画監督、原画、アニメオリジナルカード原画）

2016年
- 遊☆戯☆王 THE DARK SIDE OF DIMENSIONS（作画監督）

2022年
- 映画 デリシャスパーティ♡プリキュア 夢みる♡お子さまランチ!（原画）